# Aéroport d'Ordos Ejin Horo
L'aéroport d'Ordos Ejin Horo (chinois simplifié : 鄂尔多斯伊金霍洛机场) (code IATA : DSN • code OACI : ZBDS) est un aéroport desservant la ville d'Ordos (Mongolie-Intérieure) en Chine. Construit en 1959 et nommé Aéroport de Dongsheng, l'aéroport cesse son activité en 1983. En 2005, l'aéroport est reconstruit sur le même site, et est inauguré en juillet 2007. Il est situé sur le territoire de la Bannière d'Ejin Horo, à l'Est du centre urbain d'Ordos.

## Installations
L'aéroport d'Ordos dispose d'une piste de 2 400 mètres de long et de 45 mètres de large (classe 4C). Il peut accueillir 270 000 passagers par an.

## Compagnies aériennes et destinations
| Compagnies              | Destinations |
| ----------------------- | --- |
| Air China               | Pékin-Capitale |
| China Eastern Airlines  | Changchun, Canton-Baiyun, Hangzhou-Xiaoshan, Harbin Taiping, Kunming-Changshui, Guilin-Liangjiang, Shanghai-Pudong, Taiyuan-Wusu, Xi'an-Xianyang, Xiamen-Gaoqi, Xining-Caojiabao, Yichang En saison:Hefei , Nanchang-Changbei, Irkoutsk |
| China Express Airlines  | Chongqing-Jiangbei, Hohhot, Ulan hot, Tongliao (en) |
| China Southern Airlines | Canton-Baiyun, Pékin-Capitale, Shenzhen-Bao'an, Zhengzhou |
| China United Airlines   | Pékin-Daxing, Changsha,Chengdu-Shuangliu, Nankin, Shijiazhuang |
| Hebei Airlines          | Hengyang, Jining Da'an (en), Xiamen-Gaoqi |
| Joy Air                 | Taiyuan-Wusu, Wuhai (zh), Yinchuan Hedong |
| Lanmei Airlines         | Siem Reap-Angkor |
| Shanghai Airlines       | Handan (zh), Shanghai-Hongqiao, Shanghai-Pudong, Wenzhou-Longwan, Zhengzhou |
| Sichuan Airlines        | Chengdu-Shuangliu, Nanchang-Changbei, Nanning, Shenyang |
| Tianjin Airlines        | Tianjin Binhai |
| Ural Airlines           | Bangkok-Suvarnabhumi, Moscou-Domodédovo |
| VietJet Air             | Cam Ranh |
| Vietnam Airlines        | Cam Ranh |

Édité le 03/02/2018

## Statistiques
Pour des raisons techniques, il est temporairement impossible d'afficher le graphique qui aurait dû être présenté ici.

Voir la requête brute et les sources sur Wikidata.